# Messagers de l'islam
Cet article concerne les rasūls, ou messagers envoyés par Allah. Pour l'argile provenant du Maroc, voir Rhassoul. Pour le village Ghassoul en Algérie, voir El Ghassoul.
Dans l'islam, un messager (arabe : رَسُولٌ rasūl, pl. رُسُلٌ rusul) est un prophète envoyé par Dieu avec une Révélation, un Message. Le dernier est Mahomet, ainsi nommé rasûl Allah, « envoyé de Dieu » dans la chahada.

## La différence entre Messager et Prophète
L'islam est une religion qui s'inscrit dans un modèle d'histoire "d’annonces successives transmises par des prophètes à des peuples qui restent globalement sourds à l’invitation qui leur est faite de reconnaître leur Seigneur et de se laisser guider par Lui". Le premier terme utilisé pour les désigner Nabî est un emprunt à l’araméen et désigne un prophète. Le second terme est celui de Rasul, "messager". Ce terme est tardivement appliqué à Mahomet.A la Mecque, Mahomet est un nadhir ("avertisseur de jugement"). Cette récupération de termes bibliques, comme rasul, pourrait être liée à son arrivée à Médine, ville possédant une présence juive.
Cette polarisation dans les rôles des prophètes existe déjà dans le monde chrétien. Pour Chéno, "une piste pourrait s’ouvrir si on voulait rapprocher l’arabe nabî et rasûl du grec chrétien correspondant, prophètès et apostolos",

## Messagers de l'islam
Selon le Coran, Dieu envoya de nombreux prophètes à l'humanité. Parmi eux, certains reçurent par Révélation un ou plusieurs Livres, tels que Abraham, Moïse, David, Jésus, et Mahomet ; Sont aussi considérés comme des Rusul, sans que soit conservé un livre : Noé, Ismaël, Lot, Hûd, Ṣâliḥ et Shu‘aïb. L’ismaélisme a développé l'idée d'une supériorité des rusul sur les nabi. Pour certains auteurs musulmans, Alexandre le Grand, eu égard à sa puissance sur terre, était soit un nabi soit un rasul.
Les rusul législateurs sont :
- Adam
- Noé
- Abraham
- Moïse
- ʿĪsā (nom de Jésus dans l'Islam)
- Mahomet

Les prophètes auxquels le Coran attribue la dignité de rasūl sont au nombre de neuf :
- Noé
- Loth
- Ismaël
- Moïse
- Jethro
- Hûd
- Sâlih
- Jésus
- Mahomet

Par extension, dans une composition non-musulmane, le terme rasul est aussi employé pour désigner Mani, Bouddha et Zoroastre.